# Nancy Cartwright
Nancy Cartwright (New Castle, 24 de juny de 1944) és una filòsofa de la ciència estatunidenca i professora de filosofia a la Universitat de Califòrnia a Sant Diego i la Universitat de Durham, premi Hipàtia Barcelona de 2021.

## Formació i activitat professional
Cartwright va obtenir el 1966 una llicenciatura en matemàtiques a la Universitat de Pittsburgh i al 1971 un doctorat en filosofia a la Universitat d'Illinois, a Chicago. La seva tesi es va basar en el concepte de la mixtura en la mecànica quàntica. Abans d'ocupar les càtedres, havia estat professora a la Universitat de Maryland (entre 1971 i 1973), a la Universitat Stanford (entre 1973 i 1991) i a l'Escola d'Economia de Londres (entre 1991 i 2012).
Ha fet classes com a professora visitant a la Universitat de Cambridge (1974), la UCLA (1976), la Universitat Princeton (1978), la Universitat de Pittsburgh (1984), el Caltech i la Universitat d'Oslo. El 2017 és catedràtica distingida honorària a la Universitat Nacional Tsing Hua, a Taiwan, i investigadora visitant de la universitat Ca' Foscari a Venècia (Itàlia).
Va cofundar el Centre per a la Filosofia de la Ciència Natural i Social (CPNSS) a l'Escola d'Economia de Londres (LSE), i el Center for Humanities Engaging Science and Society (CHESS) a la Universitat de Durham (2012).
Cartwright ha estat mentora de diversos alumnes al Regne Unit i els Estats Units, que s'han convertit en filòsofs de la ciència, entre els quals Naomi Oreskes, Carl Hoefer, Mauricio Suárez, Andrew Hamilton, Julian Reiss, Romano Frigg, Gabriele Contessa, Anna Alexandrova, Leah McClimans, Jacob Stegenga, Jeremy Howick, Marta Halina, Joyce Havstad, Sindhuja Bhakthavatsalam, Peter Menzies, Martin Thomson-Jones, Brown Mate, Hasok Chang, Jordi Cat, Sophia Efstathiou, Sang Wook Yi, Towfic Shomar i Szu-Ting Chen. També va ser supervisora de Saif al Islam Gadafi, fill de Muamar Gadafi, una font posterior de controvèrsia.

## Principals contribucions
L'enfocament de Cartwright en la filosofia de la ciència està associada a l'«Escola de Stanford», de Patrick Suppes, John Dupré, Peter Galison i Ian Hacking. Es caracteritza per un èmfasi en la pràctica científica en oposició a les teories científiques abstractes. Cartwright ha fet importants contribucions als debats sobre les lleis de la naturalesa, la causalitat i la inferència causal, els models científics en les ciències naturals i socials, l'objectivitat i la unitat de la ciència. El seu treball recent se centra en l'evidència i el seu ús per a informar les decisions polítiques.
Carl Hoefer descriu la filosofia de Cartwright en els següents termes:
```
 «
La filosofia de la ciència de Nancy Cartwright és una forma d'empirisme, però empirisme en l'estil d'
Neurath
 i 
Mill
, en comptes de Hume o Carnap. Les seves preocupacions no són els problemes d'escepticisme, inducció o demarcació; li preocupa com la ciència real aconsegueix els èxits que aconsegueix, i quin tipus de pressuposicions metafísiques i epistemològiques es necessiten per a comprendre aquest èxit
.»
```

```
 «
Cartwright, com molts científics que treballen, pren una postura més aviat pragmàtica / realista envers les observacions i intervencions fetes per científics i enginyers i, en particular, cap a les seves connexions amb la causalitat: Donats aquests punts de partida, no pot haver-hi una actitud escèptica cap a la causalitat, ja sigui en forma singular o genèrica. El paper fonamental exercit per la causalitat en la pràctica científica és innegable. El que fa Cartwright, llavors, és reconfigurar l'empirisme des de zero basant-se en aquesta idea. En el procés de reconfiguració, molts pilars de la visió de la ciència que hem heretat trontollen. Especialment la […] fonamentalitat de les lleis de la naturalesa
.»
```

## Vida privada
Cartwright va estar casada amb el filòsof i aristòcrata britànic Stuart Hampshire (1914-2004) des de 1984 fins a la mort d'aquest. Abans havia estat casada amb el filòsof i historiador canadenc Ian Hacking (n. 1936). Té dues filles, Emily i Sophie Hampshire Cartwright, i una neta, Lucy Charlton.

## Honors i premis
Cartwright va ser vicepresidenta (2007-2008) i presidenta (2009-2010) de la Philosophy of Science Association, i presidenta (entre 2008 i 2009) de la Divisió Pacífic de l'Associació Filosòfica Estatunidenca.
És professora emèrita a l'Escola d'Economia de Londres. És també membre de l'Acadèmia Britànica i de l'Acadèmia Americana de les Arts i les Ciències i de l'Acadèmia Alemanya de les Ciències), també anomenada Leopoldina.
Ha rebut graus honoraris de la Universitat Metodista del Sud i de la Universitat de Saint Andrews, així com de l'associació MacArthur.
El 2021 ha estat escollida guanyadora del Barcelona Hypatia European Science Prize, en la seva 3a edició, dedicada en aquest cas a l'àmbit de les humanitats i les ciències socials, per les seves destacades contribucions a la recerca filosòfica.

## Obra destacada

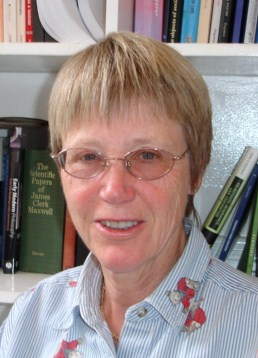
Nancy Cartwright el 2007

### Llibres
- How the Laws of Physics Lie. Oxford University Press, 1983. ISBN 0-19-824704-4. Traduït a l'idioma xinès.
- Nature's Capacities and Their Measurement. Oxford University Press, 1989. ISBN 0-19-824477-0
- The Dappled World: A Study of the Boundaries of Science. Cambridge University Press, 1999. ISBN 0-521-64411-9.
- Hunting Causes and Using Them: Approaches in Philosophy and Economics. Cambridge University Press, 2007. ISBN 0-521-86081-4. Traduït a l'idioma xinès.
- Evidence Based Policy: A Practical Guide to Doing It Better, amb Jeremy Hardie. Oxford University Press, 2012.
- Philosophy of Social Science: a new introduction, with Eleonora Montuschi. Oxford University Press, 2014.

### Articles
- «Causal Laws and Effective Strategies», Noûs (1979).
- «Fundamentalism vs. the Patchwork of Laws», Proceedings of the Aristotelian Society (1994).
- «What is Wrong with Bayes Nets?», The Monist (2001).
- «Causation: One Word, Many Things», Philosophy of Science (2004).
- «A philosopher's view of the long road from RCTs to effectiveness», The Lancet (2011).[11]